# ماتلی
ماتلی (به انگلیسی: Matli) یک منطقهٔ مسکونی در پاکستان است که در ایالت سند واقع شده‌است. ماتلی ۹ متر بالاتر از سطح دریا واقع شده‌است.